# Weißenburg in Bayern

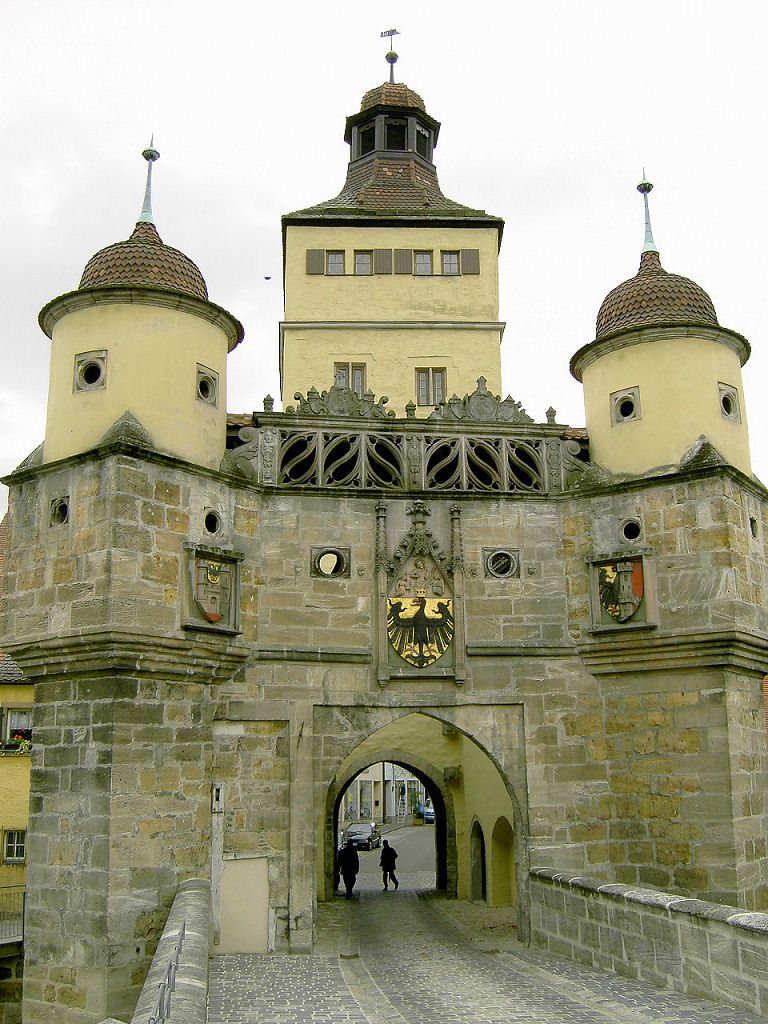
Weißenburg in Bayern
(poarta „Ellingertor”)

Weißenburg in Bayern este un oraș din Franconia Mijlocie în districtul rural (Landkreis) Weißenburg-Gunzenhausen din landul Bavaria, Germania.
În Weißenburg in Bayern se află ruinele castrului roman Biriciana, în apropiere de limesul din provinciile romane Germania Superior și Raetia, limes care face parte din patrimoniul cultural mondial UNESCO.